# Paolo Milanoli
Paolo Milanoli, né le 7 décembre 1969 à Alexandrie, est un escrimeur italien. Il a remporté, par équipes, les trois grands titres internationaux de l'escrime moderne, le plus important étant son titre olympique, en 2000 à Sydney. Une médaille d'or mondiale en individuel complète son palmarès.
Paolo Milanoli, défenseur d'une escrime innovante, plus colorée et vivante, fut le premier à introduire des motifs sur son masque, dont son célèbre masque de clown. Bien que réglementaire, car profitant d'un vide dans le règlement technique, son attitude a longtemps été décriée, soupçonnant qu'elle avait pour seul but de déconcentrer ses adversaires. De nos jours, il n'est plus possible que de faire figurer un drapeau national sur les masques d'escrime.

## Palmarès
- Jeux olympiques
  -  Médaille d'or par équipes aux Jeux olympiques de 2000 à Sydney

- Championnats du monde d'escrime
  -  Médaille d'or aux championnats du monde d'escrime 2001 à Nîmes
  -  Médaille d'or par équipes aux championnats du monde d'escrime 1993 à Essen
  -  Médaille du bronze par équipes aux championnats du monde d'escrime 1997 au Cap

- Championnats d'Europe d'escrime
  -  Médaille d'or par équipes aux championnats d'Europe d'escrime 1999 à Bolzano
  -  Médaille d'argent aux championnats d'Europe d'escrime 2001 à Coblence
  -  Médaille de bronze par équipes aux championnats d'Europe d'escrime 2006 à Smyrne
  -  Médaille de bronze aux championnats d'Europe d'escrime 1994 à Cracovie